# Río Malito
El río Malito es un curso natural de agua que fluye con dirección general norte hasta desembocar en el codo sur del río Futaleufú de la cuenca del río Yelcho.

## Historia
Luis Risopatrón lo describe en su Diccionario Jeográfico de Chile de 1924:: 26 
Malito (Rio) 43° 32' 72° 09'. Es de agua turbia, en la que se ha medido 7,9° C de temperatura, presenta muchos troncos de árboles en su lecho que estorban la navegación, afluye hácia el N i se vácia en el codo S del rio Futaleufu. 120, p. 383; 134; i 156.